# Ahimsa
Ahimsa (sansk. अहिंसा ahiṁsā - nenasilnost) je tradicionalni etički princip indijske filozofije koji zabranjuje povređivanje živih bića i podrazumeva odricanje od nasilja u bilo kom obliku (mentalnom, fizičkom, verbalnom i sl.). Po pravilu, uključuje pacifizam i vegetarijanstvo.
Ahimsa je veoma važna za hinduizam, budizam i đainizam. Zahvaljujući Gandijevom delovanju u 20. veku, načelo ahimse je postalo poznato širom sveta.

## Etimologija
Glagolski koren iz kojeg je izvedena ahimsa je hims, za koji se obično smatra da potiče od han — udariti, povrediti, ubiti. A označava odrečni prefiks, u ovom slučaju nemanje želje ili namere za ubijanjem, povređivanjem i uništavanjem.
Ahimsa je jedno od mnogih negativnih određenja koja se u indijskoj filozofiji koriste da istaknu specifično, pozitivno značenje, nedovoljno upečatljivo u potvrdnim »ekvivalentima« određenog pojma.

## Shvatanja
Ahimsa je, od tradicije do tradicije, različito shvatana, odnosno njeno značenje zavisi od stepena naglašenosti namere i htenja. Postoji tumačenje da se pojam ahimske razvio nasuprot prinošenju krvnih žrtvi u vedskoj religiji.

### Ahimsa u đainizmu
Ahimsa je toliko važna u dainizmu da bi se moglo reći da sadrži sve đainske vrednosti. Đainski zaveti poput ograničavanja prostora u kojem sprovode svoje aktivnosti, izbegavanja određenog povrća ili voća, nepreporučivanja bavljenja poljoprivredom, neproizvođenja poljoprivrednih alatki i slično - zapravo potiču iz shvatanja ahimse. Od đainskih isposnika se zahteva preduzimanje izuzetnih mera predostrožnosti, kao što je čišćenje staze pre nego što se njom prođe ili proceđivanje tečnosti koja se pije, kako se ne bi nehotično povredilo neko živo biće.
Nijedan propust u vladanju nije oprostiv; kao opravdanje, ni neznanje, ni slučaj, ni »dobre namere« nemaju težinu. Sama činjenica da je povreda naneta, namerno ili ne, jedino je što je bitno, a svakome je dužnost da spreči povrede. Dovedena do krajnosti, ova maksima može da znači uzdržavanje od bilo kakvog delanja.

### Ahimsa u budizmu
I budisti daju središnji položaj ideji ahimse. Da bi postala pravi budista, osoba mora da se zavetuje da će se pridržavati pet propisa, od kojih je prvi «neuzimanje života«, koji se odnosi na sve oblike života. Međutim, budistički pojam ubijanja naglašava osnovnu zamisao budista da su vidljiva dela posledica voljne radnje, te podrazumeva: živo biće, svest o prisutnosti živog bića, nameru da se ubije, čin ubistva i smrt. Za razliku od đainističkog pojma, ovde je više naglasak na nameri. No, svakako je upečalljivo duboko poštovanje života u obe tradicije, koje omogućuje da izraz ahimsa često ima isto značenje i u budizmu i u đainizmu.
Reč ahimsa se javlja i na Ašokinim natpisima u III veku stare ere.

### Ahimsa u hinduizmu
Različite škole hinduizma takođe visoko vrednuju ahimsu. Jogin počinje svoj put ka prosvetljenju (samadhi) usavršavanjem svog vladanja putem različitih savladavanja od kojih je prvo ahimsa. Veruje se da su veliki bogovi hinduizma voleli i pomagali sva bića; njihovi sledbenici su verni u podražavanju tog uzora. U obredu posvećenja (puđa) nudi se i deli cveće, povrće i voće. Krava više žrtvena životinja, već simbol zemlje i njene hraniteljske uloge.
Međutim, ahimsa nikad nije, bez obzira na svoj ogroman značaj, postala vrednost jedinstvenog značenja u Indiji, zbog čega je sve do srednjeg veka bila predmet mnogobrojnih rasprava u svetim spisima. Pitanje koje se prvenstveno nameće u vezi sa ovim problemom glasi: ako je ahimsa »najviša dharma«, zašto je dharma ratnika (kšatrija) da se bore? Odgovor na to je da, ukoliko se bore iz besa ili u ljutnji, njihovo delanje ne odgovara dharmi. Tako dužnost pojedinca da se bori »bez zlobe i mržnje« postaje važan vid značenja ahimse u hinduzimu.

### Gandijeva ahimsa
U 20. veku, princip ahimse je svoje najčuvenije ispoljavanje doživeo u nenasilnom pokretu otpora britanskoj vladavini u Indiji pod vođstvom Mahatme Gandija. Pored indijskih klasičnih spisa, na Gandijevo shvatanje nenasilja je uticalo i hrišćanstvo, a posebno radovi Lava Tolstoja i Isusova beseda na gori. Prema mišljenju mnogih naučnika, otvoreno prizivanje, odnosno prihvatanje povrede kao oblik otpora zlu jeste, Gandijeva dopuna značenju ahimse. Prema Gandiju, mnogo važnije od raspravljanja o njenim istorijskim izvorima bilo je živeti u skladu sa ahimsom, živeti ahimsu.

## Napomene
1. ↑  Мишић, Милан, ур. (2005). Енциклопедија Британика. А-Б. Београд: Народна књига : Политика. стр. 90. ISBN 86-331-2075-5.
2. 1 2  Ahimsa, Oksfordski filozofski rečnik, Sajmon Blekburn, Svetovi, Novi Sad. 1999.  978-86-7047-303-4.
3. 1 2 3 4 5 6 7 8 9 10 11  Ahimsa, Enciklopedija živih religija, Nolit, Beograd, 2004.